# Teatro Argentino de La Plata
Il Teatro Argentino di La Plata è uno dei principali teatri d'opera dell'Argentina. Il suo palcoscenico è stato frequentato da  alcune delle personalità nazionali e internazionali più importanti di ogni disciplina teatrale e musicale a partire dalla fine dell'800 ad oggi..
Il suo complesso comprende una delle sale d'opera più importanti dell'America Latina. Si trova nell'isolato delimitato dalle strade 9 e 10 e dalle avenida 51 e 53 della città di La Plata, capitale della Provincia di Buenos Aires.

## Storia

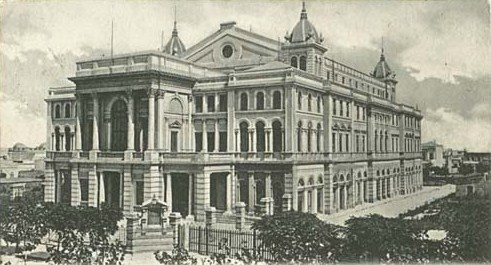
L'antico edificio del Teatro Argentino fotografato in una cartolina dell'inizio del XX secolo.

La città di La Plata venne fondata nel 1882 con un progetto di grande sviluppo, essendo destinata dalla nascita a diventare la capitale della Provincia di Buenos Aires. I primi abitanti decisero in breve tempo di dotarla di un teatro adeguato e, nel 1885, l'appena costituita Società Anonima Teatro Argentino acquistò il terreno occupato dall'edificio attuale..
Il progetto fu affidato a Leopoldo Rocchi, architetto italiano che ne concepì la struttura adottando i modelli del proprio paese e uno stile neorinascimentale. La costruzione iniziò nel 1887 con la previsione di ultimarla entro un triennio.

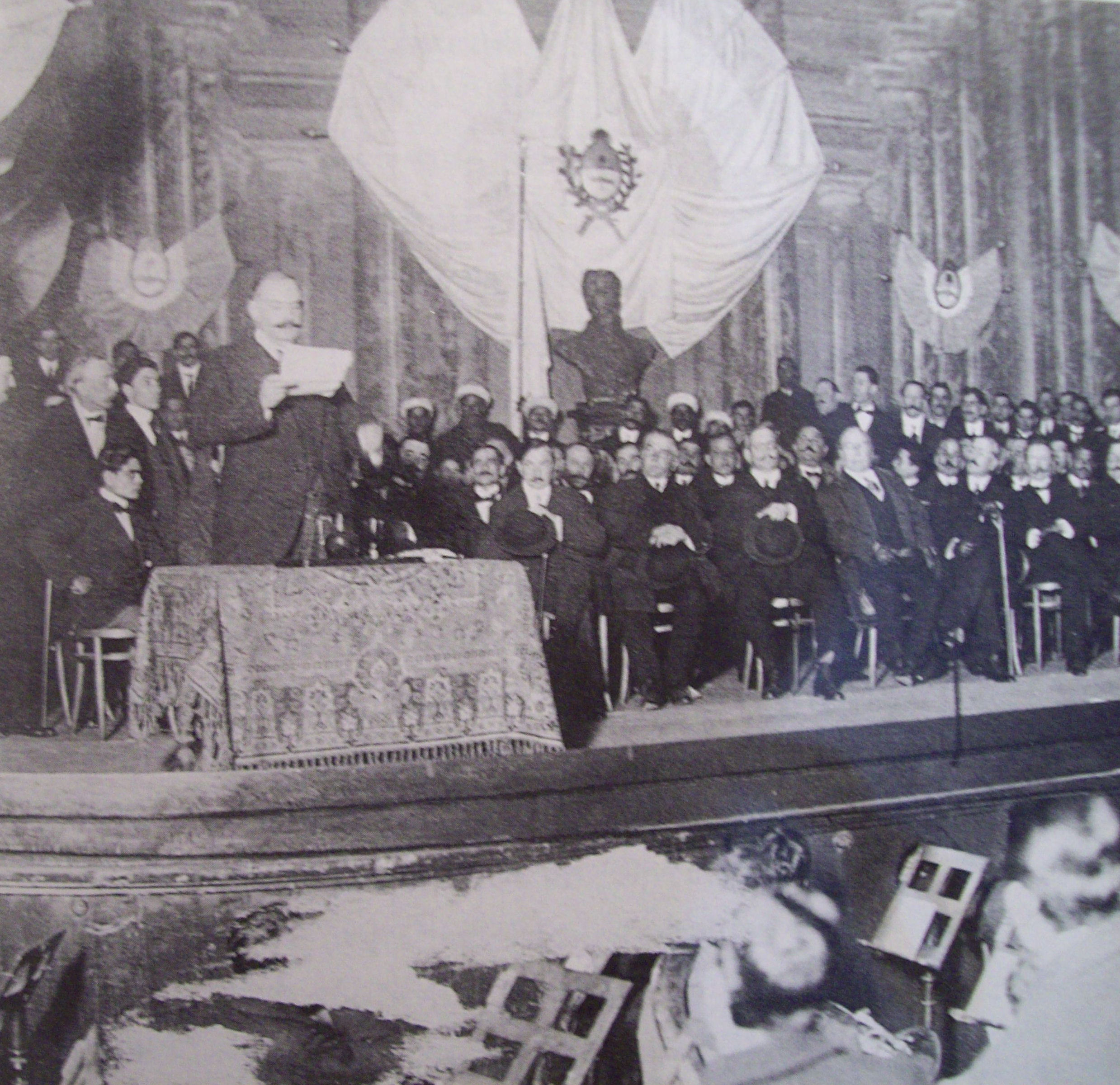
Il deputato Marcelo Torcuato di Alvear nel 1915 durante un discorso.

La sala aveva cinque ordini di palchi e gallerie e poteva ospitare 1.500 spettatori. La sua costruzione fu piuttosto complessa, ma il 19 di novembre del 1890, ottavo anniversario della fondazione della città, il teatro venne inaugurato dall'Otello di Giuseppe Verdi, interpretato dalla soprano Elvira Colonnese e dal tenore uruguayano José Oxilia. Per le celebrazioni del centenario del teatro venne rappresentata la stessa opera.

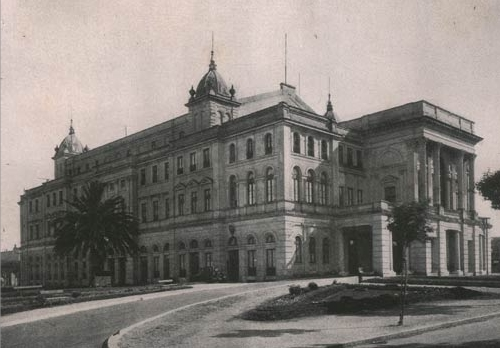
Un'altra vista dell'antico Teatro Argentino.

Durante il primo ventennio di attività il palcoscenico ospitò molti artisti di fama internazionale, come Ana Pavlova e María Guerrero, e numerosi talenti del proprio paese. Tuttavia, contemporaneamente, la società gestrice del teatro iniziò ad evidenziare problemi finanziari che, nel 1910, sfociarono nella chiusura della sala e in un lungo contenzioso fiscale. La lite terminò nel 1937 con la confisca dei beni della società gestrice da parte della Provincia di Buenos Aires.
Il lungo periodo di inattività causò gravi danni alla struttura dell'edificio, rendendo necessaria una sua profonda ristrutturazione, che dotò il teatro di una struttura adeguata a consentirgli di allestire in autonomia i propri spettacoli, creando dei laboratori di scenografia e sartoria e i reparti di acconciatura e trucco.
Nel 1938, vennero istituite l'orchestra e il coro stabile, la cui prima rappresentazione fu quella de La Bohème di Giacomo Puccini. Qualche anno più tardi, nel 1946, prese vita il Balletto Stabile, la cui prima direttrice fu Giselle Bohn.
Il Teatro Argentino di La Plata tornò quindi ad essere un riferimento nel proprio paese per le rappresentazioni operistiche e per il balletto.

### L'incendio
Nel 1977, durante un'abituale prova del balletto stabile, un incendio di sospette intenzioni dolose, "ridusse in cenere in poche ore la sala di stile rinascimentale. Rimasero in piedi solo il foyer e le pareti perimetrali". 
Il governo militare di allora, a dispetto di forti proteste pubbliche in argentina e a livello internazionale, decise di demolire i resti dell'edificio e indisse un concorso pubblico per la costruzione, nello stesso luogo, di un nuovo e moderno centro culturale che proseguisse la gloria dell'antico Teatro Argentino. I lavori iniziarono nel 1980 e terminarono nel 1984 con un cammino costellato di ritardi e arresti.
Nel frattempo, i membri delle diverse compagnie stabili del teatro peregrinarono in vari altri palcoscenici della città, e i festeggiamenti del centenario del Teatro Argentino, nel 1990, si svolsero al Cinema Gran Rocha, affittato a metà del 1987 dalle autorità governative per ospitare gli spettacoli del teatro argentino.
Sono reperibili ulteriori informazioni nel sito web dell'Archivio Storico del Teatro Argentino.

## Il nuovo edificio

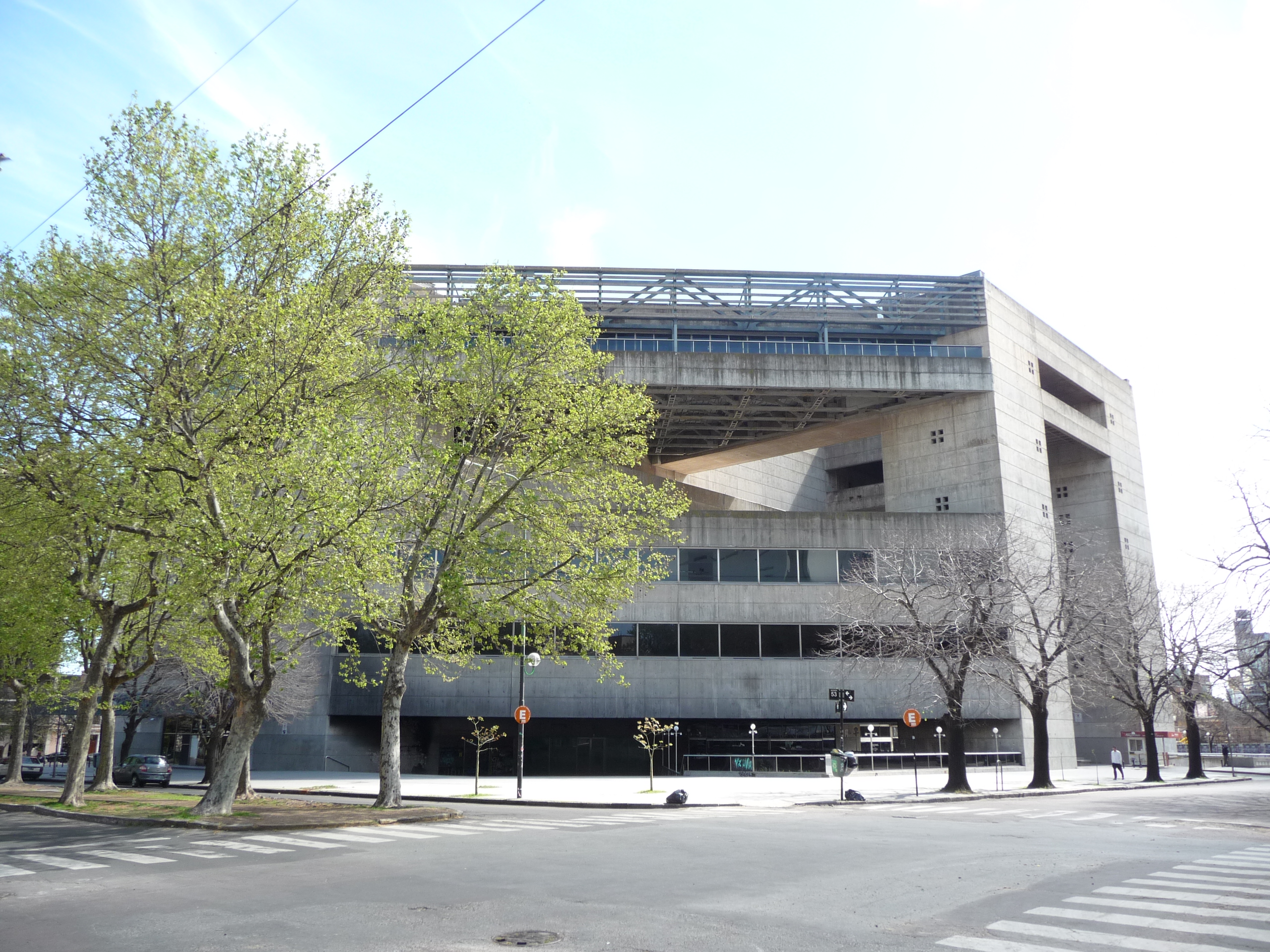
Il Teatro Argentino di La Plata visto dalle strade 10 e 53

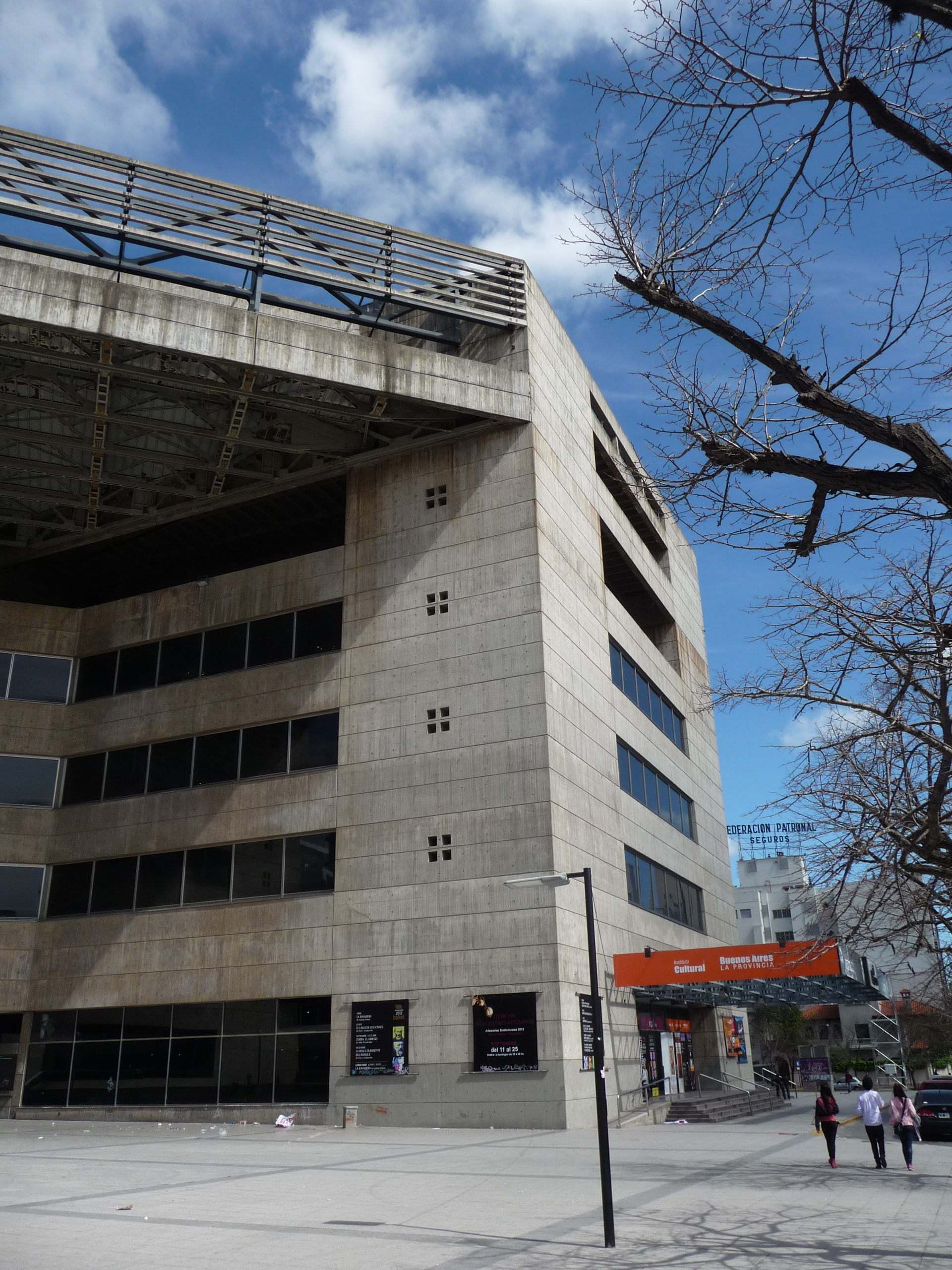
L'ingresso del Teatro Argentino di La Plata.

Finalmente, quasi due decenni in più tardi, il 12 ottobre 1999 la nuova sala venne inaugurata con il balletto Tango in grigio del coreografo argentino Oscar Araiz e le musiche di Atilio Stampone.
Il complesso polifunzionale dispone di una superficie di 60.000 m² che comprende sale indipendenti, sale per le prove, camerini e laboratori di scenografia, costumistica, utensileria, ecc.
Il criterio alla base della progettazione fu quello di creare un centro destinato a tutte le arti dello spettacolo, con una sala d'opera e per concerti e sale per musica da camera e recital, una sala per cinema (attualmente Sala Astor Piazzolla) e un'altra per il teatro di prosa, una biblioteca musicale specializzata, discoteca, emeroteca, cineteca e una sala per conferenze, senza che ciascuna di queste arrivasse ad essere effettivamente realizzata.
I progettisti postularono “... il reinserimento dell'edificio del Teatro Argentino nel cuore del centro urbano” e sollevarono la necessità di una sua forte interazione con l'ambiente preesistente.

## La nuova fase
La sala principale "Alberto Ginastera" ha una pianta tradizionale “all'italiana” a ferro di cavallo con platea, palchi e gallerie e può ospitare 2.000 spettatori. Vi si svolgono normalmente stagioni liriche, di balletto e concerti sinfonici e di musica pop.
L'imponente lampadario in bronzo, che pesa tre tonnellate e dispone di quattrocento lampade, ha un design di linee moderne ma ispirato a quello della sala originaria.

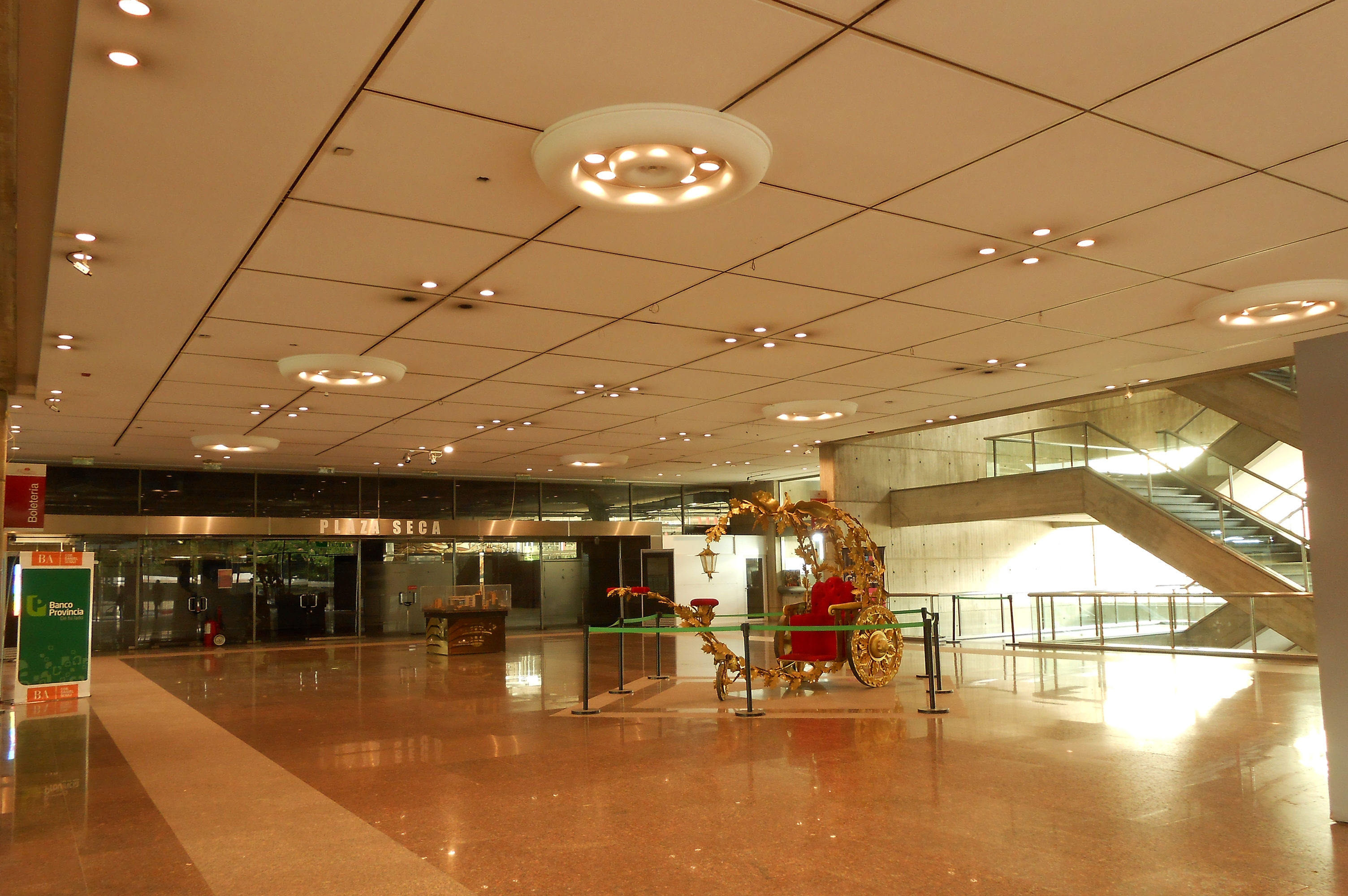
La hall di ingresso del teatro.

Il palcoscenico può accogliere scenografie complesse e dispone di piattaforme mobili e di moderni sistemi di illuminazione.
Il 22 maggio 2000 fu inaugurata la Sala Astor Piazzolla, dedicata alla musica da camera, che può ospitare 300 spettatori e viene utilizzata anche per produzioni teatrali, conferenze e congressi.
Nel primo piano interrato è stata realizzata la Sala di Esposizioni Emilio Pettoruti, spazio in cui vengono organizzate importanti esposizioni dedicate alle arti visive.

## Aree tecniche
Con l'obiettivo di produrre i propri spettacoli al proprio interno, il Teatro Argentino è stato dotato di adeguati ambienti destinati alla loro realizzazione, in cui lavorano artisti e artigiani altamente qualificati che possono compiere tutte le fasi realizzative di una produzione, dalle istanze progettuali fino alla messa in scena.
Il laboratorio di scenografia è ubicato nell'interrato, dispone di ampi spazi per la realizzazione delle scene ed è collegato al palcoscenico per mezzo di due montacarichi.